# Лук'янова Олена Михайлівна
Олéна Михáйлівна Лук'янова (13 січня 1922, село Блистова, Менський район, Чернігівська область, УРСР, тепер Україна — 15 серпня 2014, Київ) — українська лікарка-науковиця у галузі педіатрії, академік Академії медичних наук СРСР (до 1991), Національної академії наук України (з 1992), Національної академії медичних наук України (з 1993), Російської академії медичних наук, Американської академії педіатрів, доктор медичних наук (1966), професор, заслужений діяч науки і техніки УРСР (1982).

## Життєпис
Народилася 13 січня 1922 року на Чернігівщині у родині вчителів. Під час Німецько-радянської війни була підпільницею, розвідницею та медсестрою партизанського загону.
У 1949 році закінчила Київський медичний інститут. Учениця професорів Олени Хохол, Віри Балабан та Любові Зельдич. З того ж року працювала в Українському науково-дослідному інституті охорони материнства і дитинства (з 1965 року — Київський науково-дослідний інститут педіатрії, акушерства та гінекології (НДІ ПАГ) імені М. П. Буйка МОЗ УРСР, з 1993 року — Інститут педіатрії, акушерства і гінекології АМН України): спочатку молодшим, потім старшим науковим співробітником, керівником педіатричного відділу, а в 1966 — 1979 роках — заступником директора з наукової роботи. У 1979 — 2005 роках — директор інституту, з 2005 року — почесний директор.
Померла після тривалої хвороби 15 серпня 2014 року на 93-му році життя. Похована разом із родиною на Байковому кладовищі (ділянка № 50, 50°25′17.96″ пн. ш. 30°30′26.1″ сх. д. / 50.4216556° пн. ш. 30.507250° сх. д.).

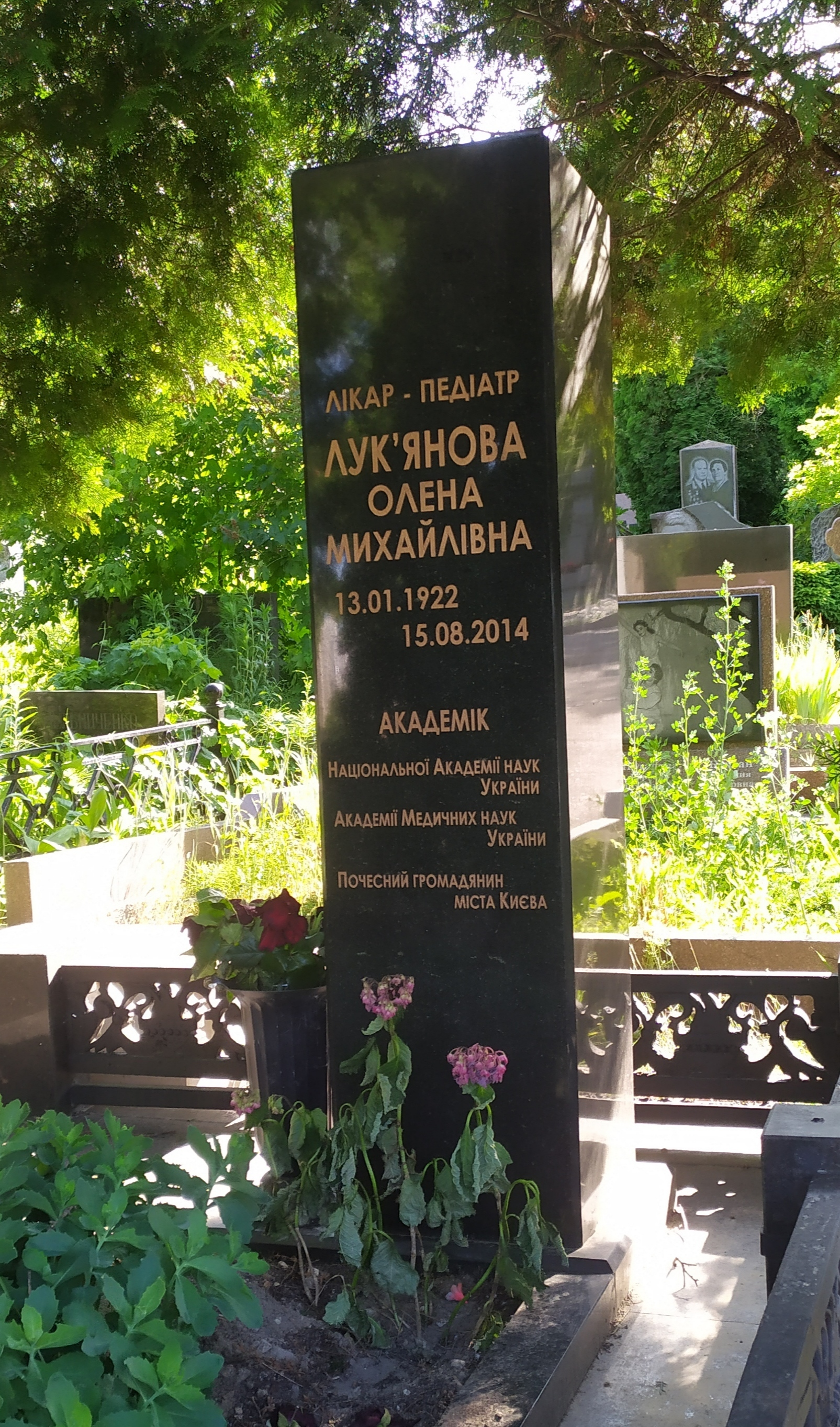
Могила Олени Лук'янової, Байкове кладовище

### Родина
- Чоловік — лікар-нейрохірург, завідувач поліклінічного відділення Інституту нейрохірургії АН УРСР Тимофій Лук'янов (1897—1971).
  - Син — авіаційний інженер, у минулому — начальник Управління розвитку авіаційного транспорту Державного департаменту авіаційного транспорту України Сергій Лук'янов (нар. 1944).
    - Онука — лікарка-кардіолог, перинатолог, доктор медичних наук Ірина Лук'янова (1967—2023)[2].

## Наукова діяльність
У 1966 році захистила докторську дисертацію «Питання специфічної антенатальної і постнатальної профілактики рахіту». Створила українську школу з вивчення кальцій-фосфорного гомеостазу та систем його регуляції в різні вікові періоди життя дитини в нормі і при патології та пов'язаних з цим багатьох клінічних, біохімічних і фізіологічних порушень у дітей. Нею виявлено складні механізми розвитку захворювань, у генезі яких лежать різнопланові порушення кальцій-фосфорного обміну, розроблено нову класифікацію, створено сучасні методи профілактики та лікування цих хвороб. Уточнено важливі ланки порушень метаболізму кісткової тканини залежно від віку дитини, виду соматичної патології, впливу несприятливих екологічних факторів на організм дитини, що стало основою для розробки нових, ефективніших методів профілактики та лікування різноманітних кісткових захворювань і гіпокальціємічних станів у дітей. За участі академіка Лук'янової створено новий препарат «Відеїн-3», який широко впроваджено у практику охорони здоров'я дітей і вагітних.
О. М. Лук'янова також створила наукову школу дитячої гастроентерології. Нею розкрито окремі механізми формування хронічних захворювань шлунка, кишки, печінки, жовчовивідних шляхів і підшлункової залози у дітей, розроблено ефективні схеми патогенетичної терапії і профілактики їх. Створено нові продукти лікувального харчування для дітей з патологією органів травлення. Розроблено і впроваджено в практику охорони здоров'я сучасні методи ендоскопічного та ультразвукового дослідження органів травлення у дітей.
Під керівництвом академіка Лук'янової проведено унікальні дослідження впливу наслідків радіаційного опромінення на стан біологічної системи «мати-плід-дитина», вивчено особливості виникнення стохастичних і нестохастичних ефектів в організмі майбутньої матері та її дітей. Дослідниця розробила діагностичні критерії та лікувально-профілактичні комплекси для дітей і жінок з радіаційно-контрольованих районів України, які зазнали дії гострого або пролонгованого опромінення малими дозами.
Упродовж багатьох років була головним консультантом дитячих клінік і дитячої консультативної поліклініки Інституту педіатрії, акушерства та гінекології АМН України.
О. М. Лук'янова — видатний лікар-педіатр з досвідом багаторічної практичної роботи в дитячій клініці. Профіль її лікарської допомоги надзвичайно широкий і включав, зокрема, консультування важкохворих дітей усіх вікових груп з різними захворюваннями, керування складними лікарськими консиліумами як в інституті, так и за його межами.
Під керівництвом О. М. Лук'янової підготовлено 25 докторів і 58 кандидатів наук. Серед учнів — академік Ю. Г. Антипкін, доктор медичних наук О. Д. Мороз та ін.
Отримала 18 авторських свідоцтв і патентів України.
Автор понад 450 наукових праць, із них 18 монографій, 10 посібників і підручників, у т. ч.: монографії «Рахит» (1970), «Ангиохолециститы у детей» (1975), «Витамины в педиатрии» (1984), «Новые продукты диетического и лечебного питания высокой биологической ценности для беременных женщин и детей» (1991), «Ревматоидный артрит у детей» (2002), «The Chernobyl Accident. Thyroid Abnormalities in Children, Congenital Abnormalities and other radiation related information — The First Ten Years» (1996), «Ревматоидный артрит у детей» (2002), «Ионизирующее излучение и иммунная система у детей» (2003), «Чернобыльская катастрофа: состояние здоровья женщин и детей» (2003) та ін., посібники для лікарів «Детская гастроентерологія» (1978), «Фармакотерапия в педиатрии» (1993), «Медицина дитинства» (2002).

## Громадська діяльність
Президент Асоціації педіатрів України (з 1982), член виконкому Міжнародної асоціації педіатрів (з 1991), член Всесвітньої асоціації перинатологів (з 1992), член Європейської асоціації перинатологів (1993), академік Американської академії педіатрів (з 1998), член Спостережної ради благодійного фонду «Україна — дітям» (з 1995), член Президії Національної академії медичних наук України (з 1993), голова Комітету з біоетики при Президії АМН України (з 2001). Вона — головний редактор журналів «Перинатологія та педіатрія» і «Здоровье женщины», заступник головного редактора журналу «Педіатрія, акушерство і гінекологія», член редколегії «Журналу Академії медичних наук України», а також голова Координаційних рад АМН України Національної програми «Діти України» і Національної програми «Репродуктивне здоров'я 2001—2005».
Олена Михайлівна — перша жінка в Україні, обрана дійсним членом Академії медичних наук СРСР у галузі педіатрії, академіком НАМН України, АМН Росії, а також Американської академії педіатрів.
Була головою проблемної комісії «Вікові особливості дитячого організму в нормі і патології» МОЗ України, заступником голови Наукової ради з педіатрії при Президії АМН СРСР (до 1991), заступником голови Всесоюзного (до 1991) і Українського наукових товариств педіатрів, членом президії Радянського дитячого фонду імені В. І. Леніна (до 1991).
Відповідальний редактор першої в Україні та на пострадянському просторі галузевої енциклопедії з педіатрії, акушерства та гінекології «Здоровье матери и ребенка» (К., 1992), автор ряду статей до цього видання.

## Нагороди та відзнаки
- Державна премія СРСР в галузі науки і техніки (1987) — за розробку і впровадження сучасних методів ендоскопічного дослідження органів травлення у дітей.
- Державна премія УРСР в галузі науки і техніки (1980) — за вивчення обміну вітаміну D в організмі та розробку методів профілактики і лікування D-гіповітамінозу в дітей.
- Державна премія України в галузі науки і техніки (2000) — за фундаментальні дослідження гіпоксичних станів у дітей в нормі й патології, розробку та застосування методу адаптації до недостаності кисню.
- академік АМН СРСР (1984-1991)
- академік НАН України (з 1992)
- академік Національної АМН України (з 1993)
- академік Російської академії медичних наук
- заслужений діяч науки і техніки УРСР (1982).
- Орден Вітчизняної війни І ступеня (1985)
- Орден «За мужність» (2001)
- Орден Трудового Червоного Прапора (1971)
- Орден Жовтневої революції (1982)
- Орден княгині Ольги ІІІ ступеня (1997)
- Нагороджена 15 медалями за трудову діяльність та участь у Великій Вітчизняній війні
- Почесна грамота Верховної Ради України
- Диплом Міжнародного академічного рейтингу «Золота фортуна» (2001)
- Срібна Георгіївська медаль «Честь, слава, труд»,
- Пам'ятна медаль «За заслуги в розбудові економіки та вагомий внесок у створення міжнародного іміджу України»
- Почесний громадянин міста Києва (1997).

У 1995 р. Міжнародний біографічний центр (Кембридж, Велика Британія) і Американський біографічний інститут визнали її одним з 500 найбільш впливових та видатних науковців світу.
Нагороджена дипломом «The Laureate of the Euromarket Award» EMRC (2002), дипломом Кембриджського міжнародного біографічного інституту «Міжнародний діяч охорони здоров'я 2003», «Міжнародним призом миру» Американського біографічного інституту та Об'єднаної конвенції з питань культури США (2003). Має міжнародну відзнаку «Золотий Меркурій» (Оксфорд, 2003), міжнародну відзнаку «Нагорода тисячоліття за заслуги перед людством» (Оксфорд, 2003), почесну відзнаку «Свята Софія» за особистий внесок у відродження духовності, національної науки і культури (2003).